# العلاقات الدنماركية المجرية
العلاقات الدنماركية المجرية هي العلاقات الثنائية التي تجمع بين الدنمارك والمجر.

## مقارنة بين البلدين
هذه مقارنة عامة ومرجعية للدولتين:
| وجه المقارنة                                              | الدنمارك                                                     | المجر                                                       |
| --------------------------------------------------------- | ------------------------------------------------------------ | ----------------------------------------------------------- |
| المساحة (كم2)                                             | 42.92 ألف                                                    | 93.04 ألف                                                   |
| عدد السكان (نسمة)                                         | 5.79 مليون                                                   | 9.78 مليون                                                  |
| الكثافة السكانية (ن./كم²)                                 | 134.9                                                        | 105.12                                                      |
| العاصمة                                                   | كوبنهاغن                                                     | بودابست                                                     |
| اللغة الرسمية                                             | اللغة الدنماركية                                             | لغة مجرية                                                   |
| العملة                                                    | كرونة دنماركية                                               | فورنت مجري                                                  |
| الناتج المحلي الإجمالي (بليون دولار)                      | 324.87 مليار                                                 | 139.14 مليار                                                |
| الناتج المحلي الإجمالي (تعادل القوة الشرائية) بليون دولار | 278.61 مليار                                                 | 260.42 مليار                                                |
| الناتج المحلي الإجمالي الاسمي للفرد دولار أمريكي          | 51.99 ألف                                                    | 12.36 ألف                                                   |
| الناتج المحلي الإجمالي للفرد دولار أمريكي                 | 45.54 ألف                                                    | 25.07 ألف                                                   |
| مؤشر التنمية البشرية                                      | 0.900                                                        | 0.828                                                       |
| رمز المكالمات الدولي                                      | +45                                                          | +36                                                         |
| رمز الإنترنت                                              | .dk                                                          | .hu                                                         |
| المنطقة الزمنية                                           | توقيت وسط أوروبا، ت ع م+02:00، ت ع م+01:00، أوروبا/كوبنهاجن ‏ | ت ع م+01:00، ت ع م+02:00، أوروبا/بودابست ‏، توقيت وسط أوروبا |

## مدن متوأمة
في ما يلي قائمة باتفاقيات التوأمة بين مدن دنماركية ومجرية:
- ترتبط كولدنغ مع زومباثلي باتفاقية توأمة منذ 1982.[15][16][17][15]
- ترتبط Thisted [الإنجليزية]‏ مع باجا (المجر) باتفاقية توأمة.
- ترتبط Kolding Municipality [الإنجليزية]‏ مع زومباثلي باتفاقية توأمة منذ 1982.[17][15][16][17]
- ترتبط هولستيبرو مع كوسيغ باتفاقية توأمة.
- ترتبط هيليرود مع غودولو باتفاقية توأمة.
- ترتبط فيبورغ مع كيكسكيميت باتفاقية توأمة.
- ترتبط Hadsten Municipality [الإنجليزية]‏ مع موشونمادياروفار [الإنجليزية]‏ باتفاقية توأمة.

## منظمات دولية مشتركة
يشترك البلدان في عضوية مجموعة من المنظمات الدولية، منها:
| علم المنظمة | اسم المنظمة                               | تاريخ انضمام الدنمارك | تاريخ انضمام المجر |
| ----------- | ----------------------------------------- | --------------------- | ------------------ |
|             | الاتحاد الأوروبي                          | 1973                  | 1 مايو 2004        |
|             | وكالة ضمان الاستثمار متعدد الأطراف        | 12 أبريل 1988         | 21 أبريل 1988      |
|             | منظمة التعاون الاقتصادي والتنمية          | ?                     | 7 مايو 1996        |
|             | الأمم المتحدة                             | 24 أكتوبر 1945        | 14 ديسمبر 1955     |
|             | الفريق المعني برصد الأرض                  | ?                     | ?                  |
|             | مركز تنسيق الحركة في أوروبا ‏              | ?                     | ?                  |
|             | منظمة حظر الأسلحة الكيميائية              | ?                     | ?                  |
|             | منظمة التجارة العالمية                    | 1995                  | 1995               |
|             | منظمة الشرطة الجنائية الدولية             | ?                     | ?                  |
|             | منظمة الأمن والتعاون في أوروبا            | 25 يونيو 1973         | 25 يونيو 1973      |
|             | مؤسسة التنمية الدولية                     | 30 نوفمبر 1960        | 29 أبريل 1985      |
|             | حلف شمال الأطلسي                          | 4 أبريل 1949          | 12 مارس 1999       |
|             | نظام تحكم تكنولوجيا القذائف               | 1990                  | 1993               |
|             | يونسكو                                    | 4 نوفمبر 1946         | 14 سبتمبر 1948     |
|             | مجلس أوروبا                               | ?                     | 6 نوفمبر 1990      |
|             | الاتحاد البريدي العالمي                   | ?                     | ?                  |
|             | البنك الدولي للإنشاء والتعمير             | 30 نوفمبر 1960        | 7 يوليو 1982       |
|             | اتفاقية السماوات المفتوحة                 | ?                     | ?                  |
|             | الاتحاد الدولي للاتصالات                  | 1866                  | 1866               |
|             | مؤسسة التمويل الدولية                     | 20 يوليو 1956         | 29 أبريل 1985      |
|             | المنظمة الأوروبية لسلامة الملاحة الجوية   | 1994                  | 1992               |
|             | المركز الدولي لتسوية المنازعات الاستشارية | 24 مايو 1968          | 6 مارس 1987        |
|             | مجموعة أستراليا                           | 1985                  | 1993               |
|             | مجموعة الموردين النوويين                  | ?                     | ?                  |

## أعلام
هذه قائمة لبعض الشخصيات التي تربطها علاقات بالبلدين:
- إليزابيث كلاين (عازفة بيانو دنماركية، 23 يوليو 1911 – 11 أكتوبر 2004)
- مارتون كسوكاس (ممثل نيوزيلندي، 30 يونيو 1966 – )
- ميكلوس مولنار (لاعب كرة قدم دنماركي، 10 أبريل 1970[26] – )

## وصلات خارجية
- موقع وزارة الخارجية الدنماركية
- موقع وزارة الخارجية المجرية